# Vườn quốc gia Moore River
Vườn quốc gia sông Moore là một vườn quốc gia ở Tây Úc, 95 km về phía bắc của Perth. Sông Moore chảy qua công viên trên đường tới Ấn Độ Dương, nơi có thị trấn Guilderton.
Vườn quốc gia nằm ở phía tây của xa lộ Brand gần Regans Ford và bao gồm các khu vực heathland chủ yếu là banksia. Không có cơ sở nào trong công viên.